# O-cresylglycidylether
o-cresylglycidylether is een organische verbinding met als brutoformule C10H12O2. Het is een kleurloze vloeistof die vrij irriterend is voor de ogen, de huid en de luchtwegen.

## Toxicologie en veiligheid
De stof kan waarschijnlijk ontplofbare peroxiden vormen. o-cresylglycidylether reageert met sterk oxiderende stoffen, zuren en basen.